# Pier 5, Havana
Pier 5, Havana é um filme de aventura e mistério de 1959, dirigido por Edward L. Cahn, estrelado por Cameron Mitchell e Allison Hayes, com a distinção única de ser talvez o único drama norte-americano filmado em Cuba logo após a revolução de Fidel Castro.

## Elenco
- Cameron Mitchell - Steve Daggett
- Allison Hayes - Monica Gray
- Eduardo Noriega - Fernando Ricardo
- Michael Granger - Tenente Garcia
- Logan Field - Hank Miller
- Nestor Paiva - Juan Lopez
- Otto Waldis - Gustave Schluss
- Paul Fierro - Sargento da polícia